# Vanessa cardui
Vanessa cardui là một loài bướm trong họ Nymphalidae. V. cardui là một trong những phổ biến của tất cả các loài bướm ngày, được tìm thấy trên mọi châu lục, ngoại trừ Nam Cực và Nam Mỹ. Tại Úc,  V. cardui có một phạm vi giới hạn xung quanh Bunbury, Fremantle, Rottnest Island. Tuy nhiên, loài bà con gần với nó Vanessa kershawi, đôi khi được coi là một phân loài) có phạm vi phân bố hơn một nửa lục địa. Loài có mối quan hệ chặt chẽ khác gồm có Vanessa virginiensis và Vanessa annabella.
Vanessa cardui hiện diện ở các khu vực ôn đới, gồm cả vùng núi non ở vùng nhiệt đới. Loài này định cư ở những vùng ấm áp hơn, nhưng di cư vào mùa xuân, và đôi khi một lần nữa vào mùa thu. Nó di cư từ Bắc Phi và Địa Trung Hải đến Anh tháng năm và tháng sáu, nhưng trong nhiều thập kỷ các nhà tự nhiên học đã tranh cãi liệu con cháu của những con bướm di cư này có quay trở lại phương nam hay không. Nghiên cứu gần đây cho thấy loài này di cư mùa thu. Bằng cách sử dụng radar nghiên cứu côn trùng, các nhà khoa học tại Viện Nghiên cứu Rothamsted cung cấp bằng chứng cho thấy việc di cư mùa thu diễn ra ở nơi có cao độ cao, mà có thể là lý do tại sao những cuộc di cư của loài bướm này thường ít khi được người ta chứng kiến.

## Hình ảnh

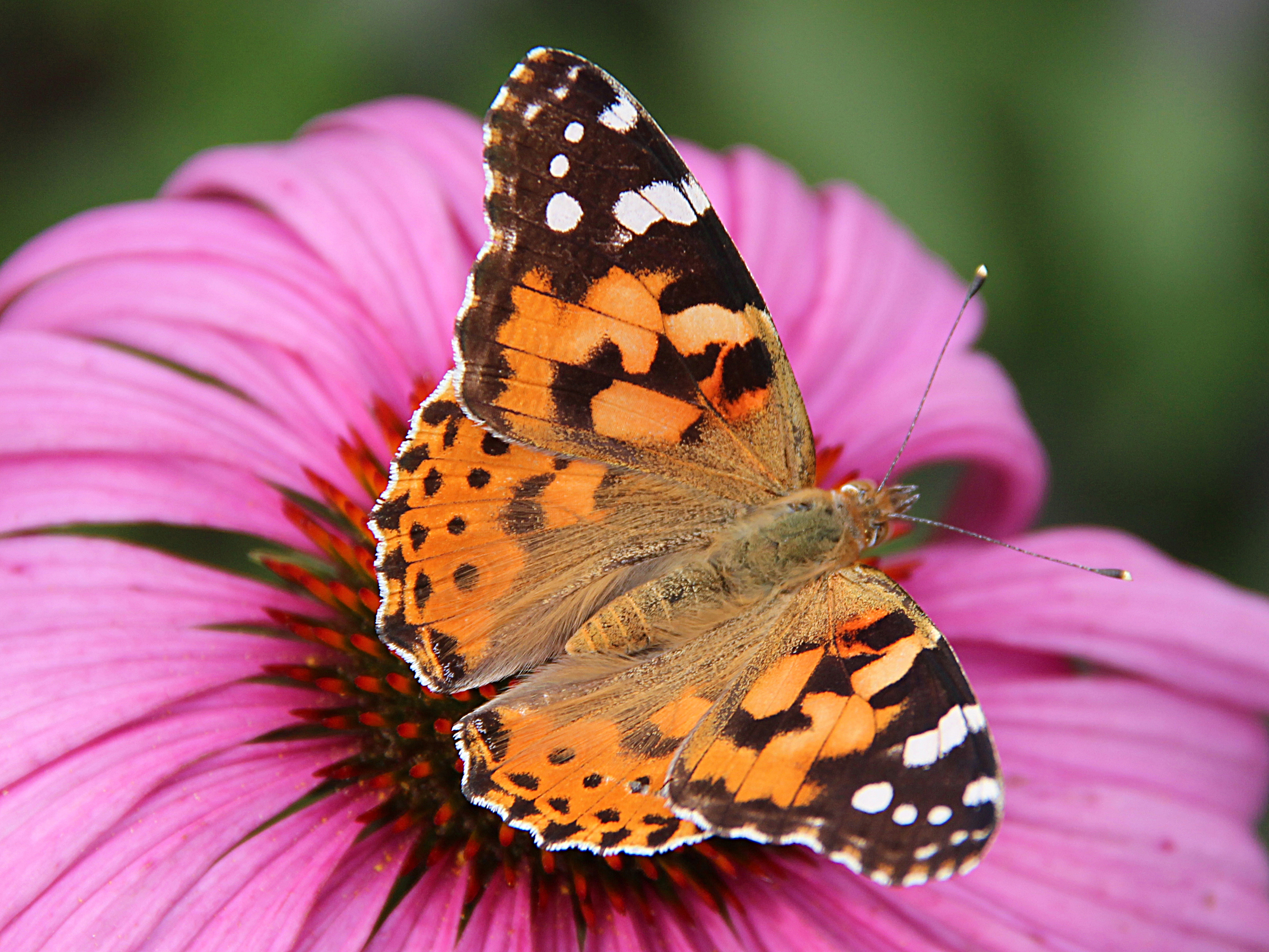
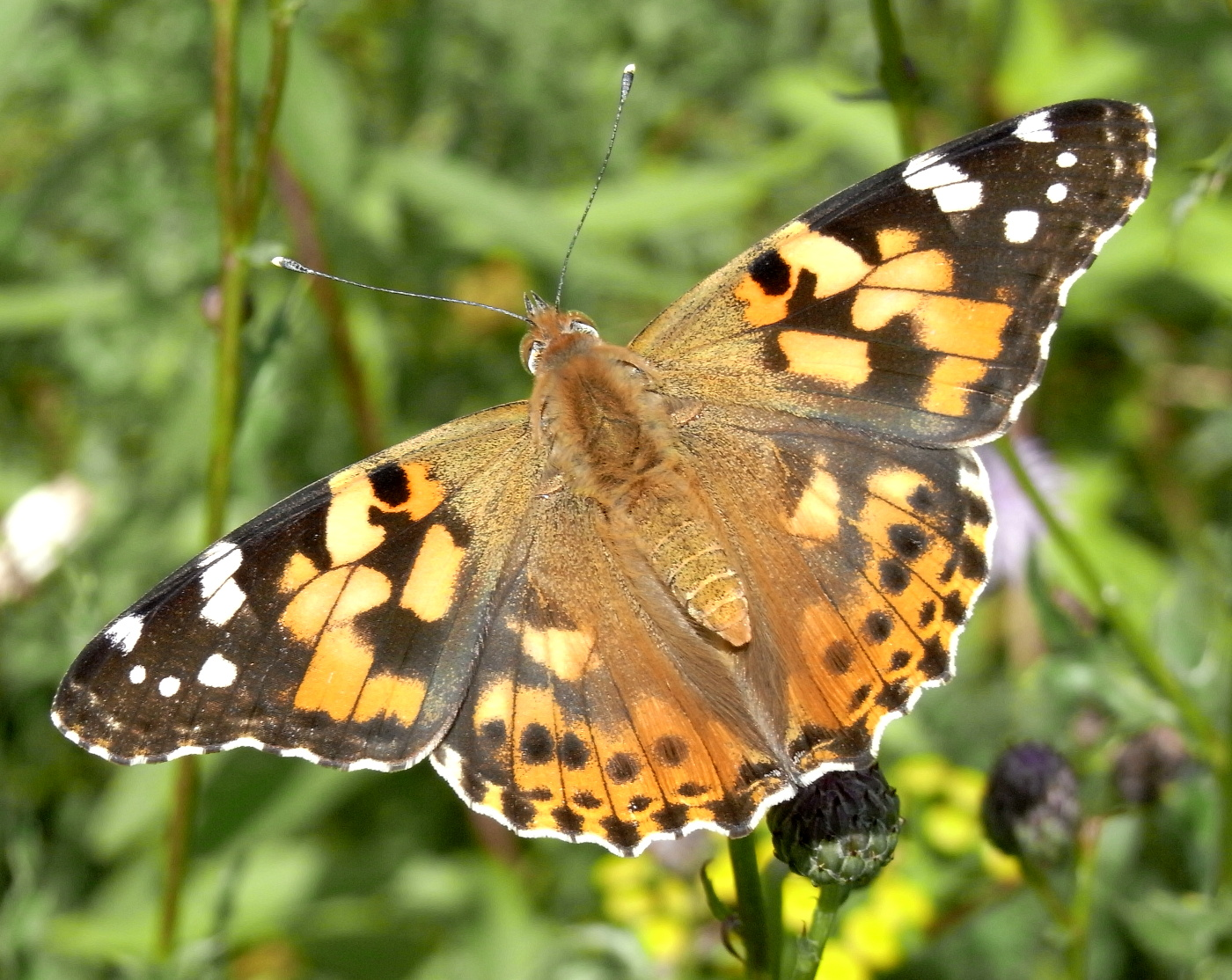
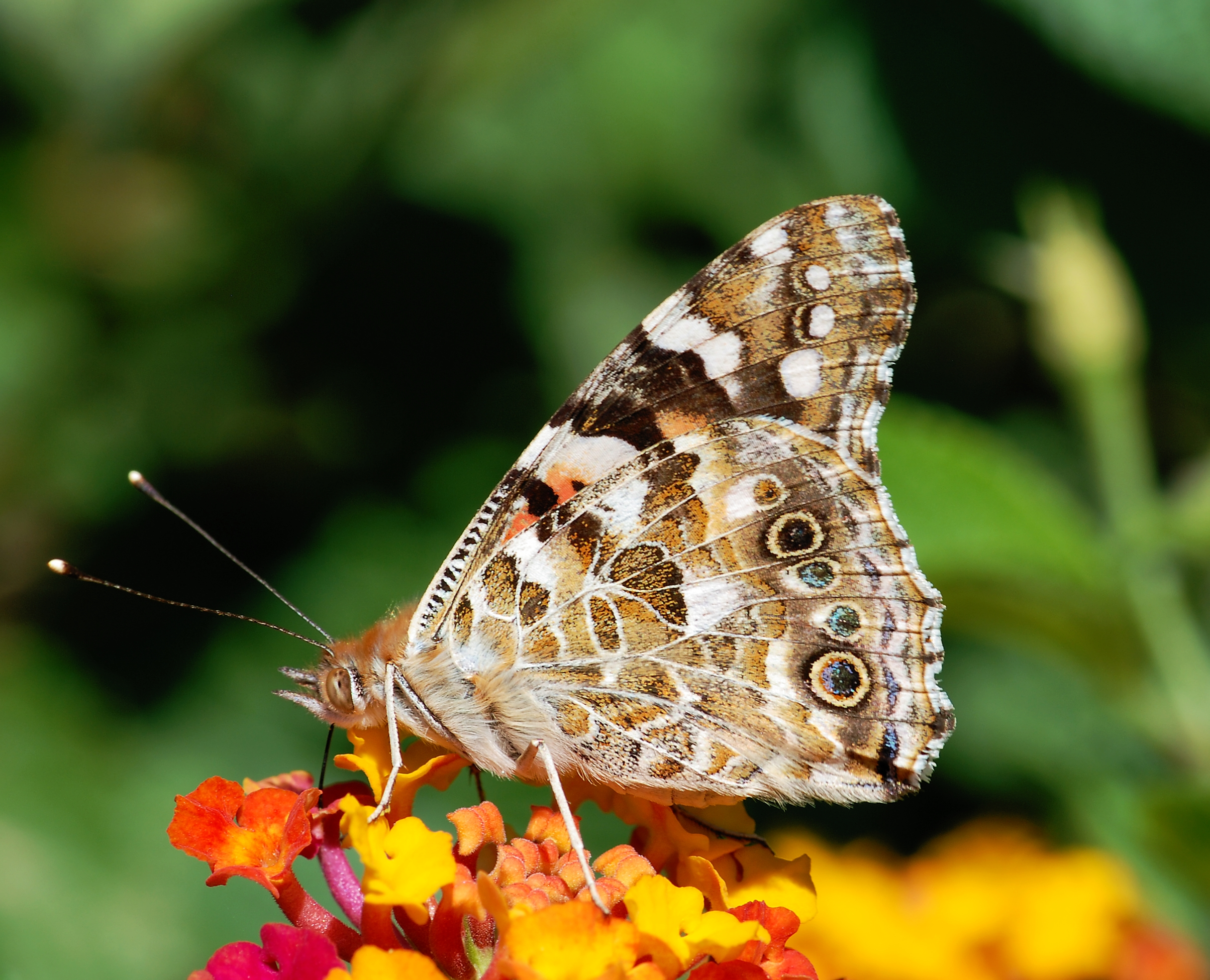
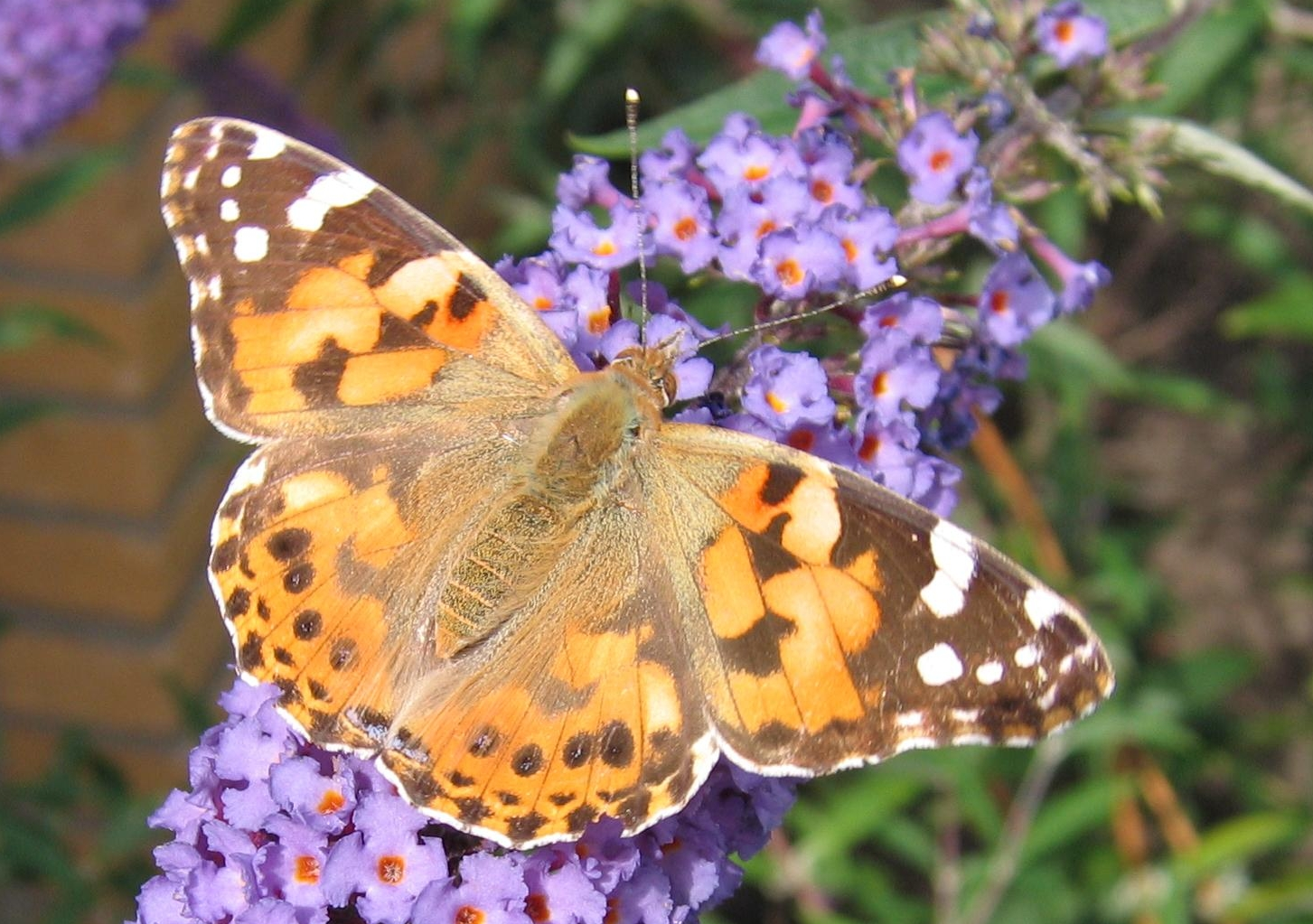
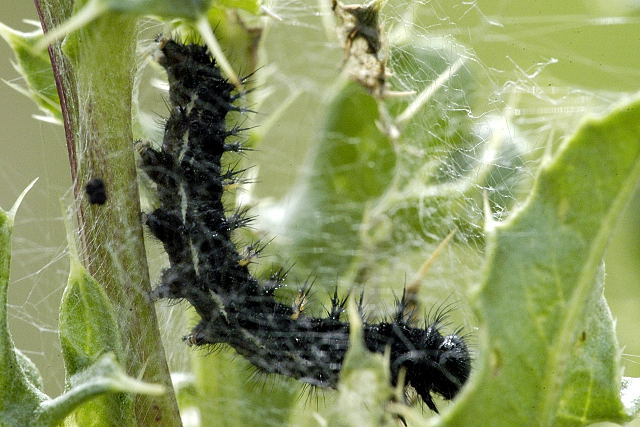
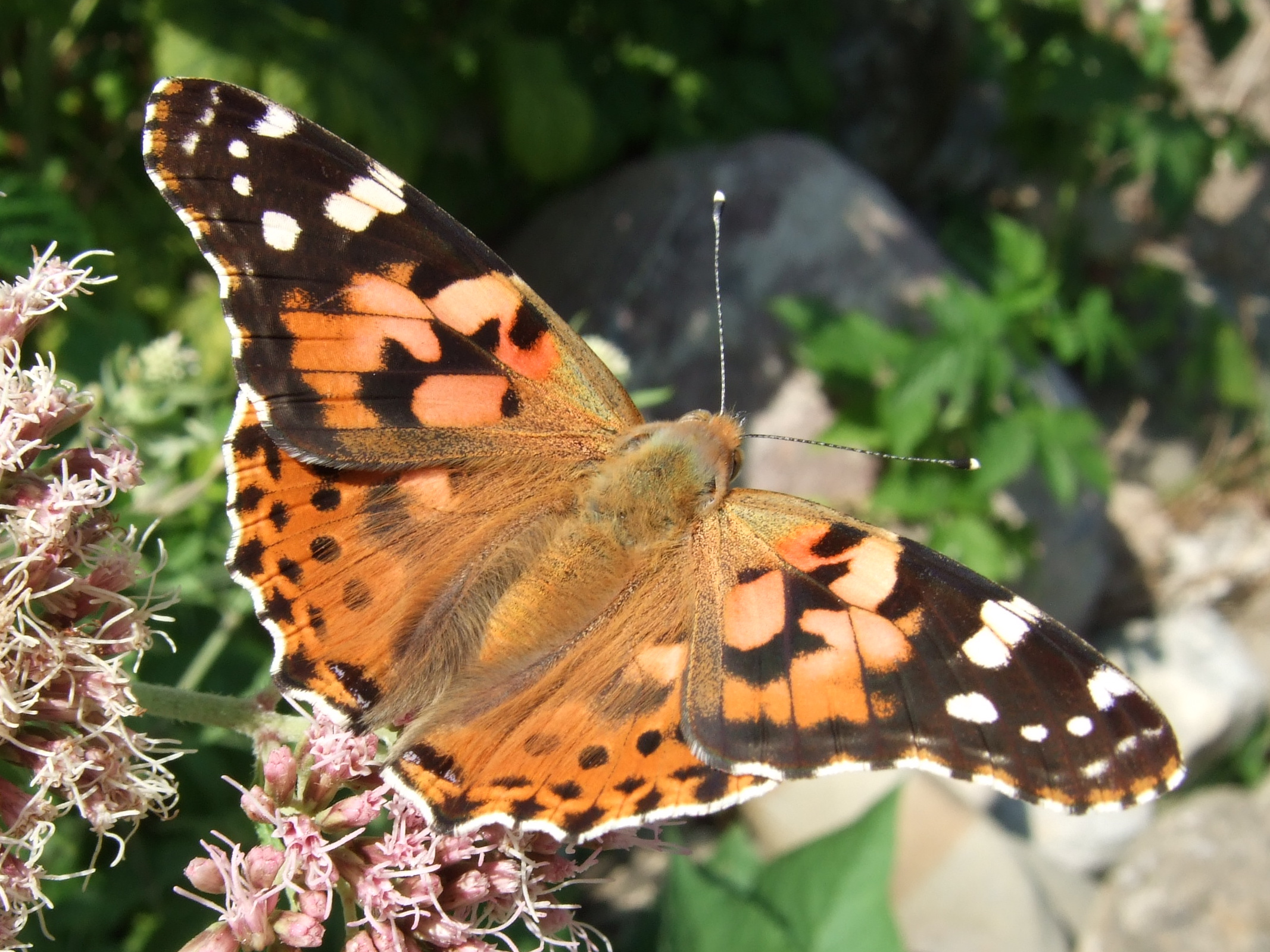

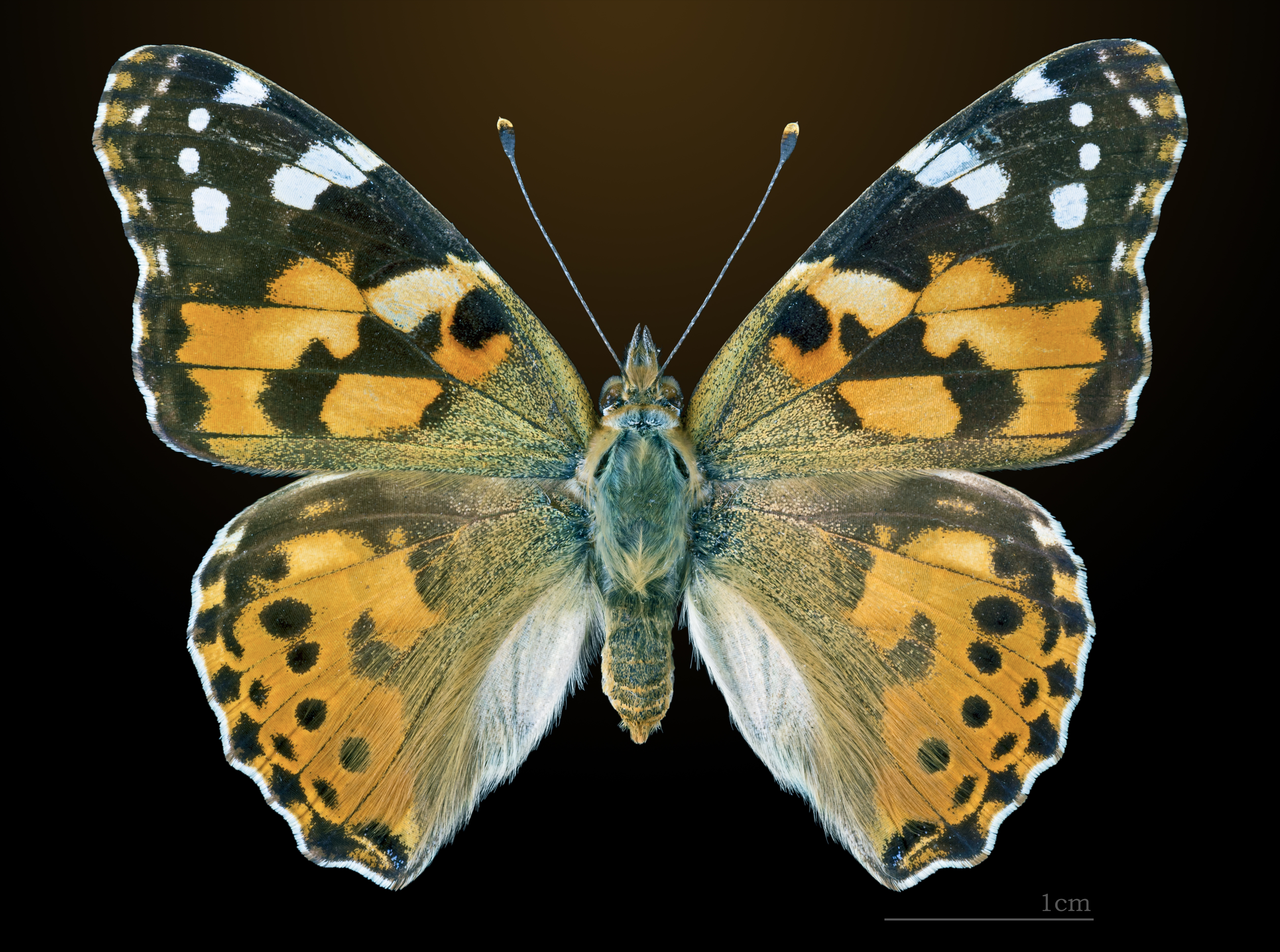
Vanessa cardui
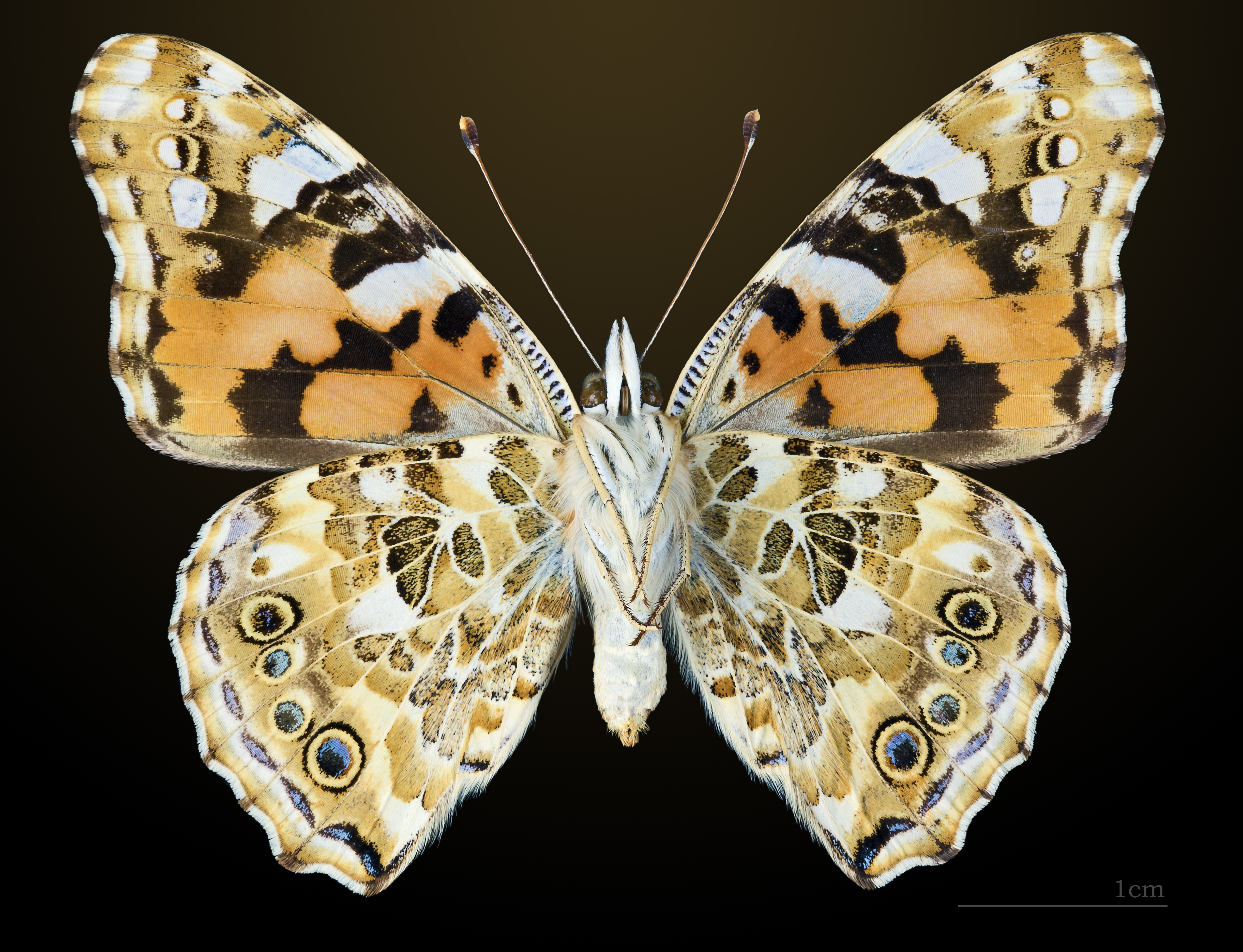
△ Vanessa cardui